# Team Sonic Racing

Team Sonic Racing est un jeu vidéo de course développé par Sumo Digital et édité par Sega. Annoncé début juin 2018, il est sorti dans le monde le 21 mai 2019 sur PlayStation 4, Xbox One, Nintendo Switch et Microsoft Windows. Il est le neuvième jeu de course issu de la franchise Sonic the Hedgehog.

## Univers

### Personnages
Le jeu propose quinze personnages, répartis en équipes de trois selon différentes compétences. Ainsi, Sonic the Hedgehog, Amy Rose, Blaze the Cat, Shadow the Hedgehog et Metal Sonic sont de type vitesse et peuvent générer une onde de choc les immunisant contre les différents projectiles. Miles « Tails » Prower, Chao, Silver the Hedgehog, Rouge the Bat et le Dr. Eggman, de type technique, peuvent rouler sur n'importe quel type de surface sans être affecté. Enfin, Knuckles the Echidna, Big the Cat, Vector the Crocodile, E-123 Omega et Zavok sont de type puissance et peuvent ainsi briser les obstacles sur la route sans subir de ralentissement.

### Circuits
Un total de vingt-et-un circuits peut être parcouru dans le jeu. Ils sont répartis en sept zones qui sont pour la plupart d'entre elles inspirées de lieux de jeux de la série Sonic the Hedgehog. Chacune d'elles comporte trois circuits. De plus, certains circuits ont été repris d'épisodes précédents, à savoir Sonic & Sega All-Stars Racing et Sonic & All-Stars Racing Transformed.
| Planet Wisp Sonic Colours | Seaside Hill Sonic Heroes | Glacierland     | Casino Park Sonic Heroes | Sandopolis Sonic & Knuckles | Rooftop Run Sonic Unleashed | Final Fortress Sonic Heroes |
| ------------------------- | ------------------------- | --------------- | ------------------------ | --------------------------- | --------------------------- | --------------------------- |
| Wisp Circuit              | Ocean View                | Ice Mountain    | Roulette Road            | Sand Road                   | Market Street               | Thunder Deck                |
| Mother's Canyon           | Lost Palace               | Frozen Junkyard | Bingo Party              | Boo's House                 | Sky Road                    | Dark Arsenal                |
| Doctor's Mine             | Whale Lagoon              | Hidden Volcano  | Pinball Highway          | Clockwork Pyramid           | Haunted Castle              | Turbine Loop                |

Certains circuits ont été repris et revisités dans des épisodes postérieurs de la série :
- Sonic Racing: Crossworlds : Sand Road, Market Street et Sky Road.

### Objets
Les Wisps sont présents dans le jeu et peuvent être obtenus grâce aux boîtes à objets disséminées sur chaque circuit. Comme dans les épisodes de la série Sonic the Hedgehog, chacun d'entre eux confère un pouvoir différent selon sa couleur et sa nature :
- Aigle Pourpre : missile à tête chercheuse qui se précipite vers l'adversaire le plus proche pour le ralentir.
- Bombe Noire : peut ralentir un à plusieurs adversaires dans son explosion.
- Cube Bleu : obstacle ralentissant l'adversaire qui le percute.
- Éclair Ivoire : s'abat en même temps sur tous les adversaires pour les ralentir.
- Éclat Rouge : exclusif au type vitesse, laisse une traînée de flammes derrière le joueur.
- Épine Rose : réservé au type puissance, fait apparaître des boules à épines autour de la voiture du joueur qui ralentissent ceux qui les touchent.
- Fantôme Jade : introduit pour la première fois dans la série, il rend le joueur intangible et dérobe un Wisp à un adversaire.
- Fusée Orange : missile rebondissant sur les murs qui ralentit le joueur qu'il frappe.
- Invincibilité : le seul objet ne provenant pas du pouvoir d'un Wisp. Il rend le joueur invincible.
- Laser Cyan : exclusif au type puissance, un puissant laser ralentit les adversaires visés.
- Rythme Magenta : réservé au type technique, il gène la visibilité des adversaires en faisant apparaître des notes de musique un peu partout sur l'écran.
- Séisme Gris : fait surgir des colonnes de pierre devant le joueur en tête. Si ce dernier en touche une, il est ralenti.
- Turbo Blanc : confère au joueur une brève accélération.
- Vide Mauve : exclusif au type puissance, il aspire les rings, les boîtes à objets et les projectiles.
- Vrille Jaune : le joueur fonce à travers le circuit et ralentit tous ceux qu'il touche.

## Développement

### Doublage
| Personnage             | Voix française         | Voix anglaise     |
| ---------------------- | ---------------------- | ----------------- |
| Sonic the Hedgehog     | Alexandre Gillet       | Roger Craig Smith |
| Miles « Tails » Prower | Marie-Eugénie Maréchal | Colleen Villard   |
| Knuckles the Echidna   | Sébastien Desjours     | Dave B. Mitchell  |
| Amy Rose               | Naïké Fauveau          | Cindy Robinson    |
| Omochao                | Delphine Braillon      | Erica Lindbeck    |
| Big the Cat            | Antoine Nouel          | Kyle Hebert       |
| Blaze the Cat          | Delphine Braillon      | Erica Lindbeck    |
| Silver the Hedgehog    | Hervé Grull            | Bryce Papenbrook  |
| Vector the Crocodile   | Philippe Roullier      | Keith Silverstein |
| Shadow the Hedgehog    | Benoît DuPac           | Kirk Thornton     |
| Rouge the Bat          | Marie Lenoir           | Karen Strassman   |
| E-123 Omega            | Thierry Buisson        | Aaron LaPlante    |
| Dr. Eggman             | Marc Bretonnière       | Mike Pollock      |
| Zavok                  | Benoît Allemane        | Patrick Seitz     |
| Orbot                  | Tony Marot             | Kirk Thornton     |
| Cubot                  | Benjamin Pascal        | Wally Wingert     |
| Dodon Pa               | Vincent Violette       | Kyle Hebert       |
| Commentateur           | Luc Boulad             | Roger Craig Smith |

## Accueil

### Critiques
Le site de compilations de critiques Metacritic décerne des moyennes de 72/100 pour la version PlayStation 4, de 71/100 pour l'édition Nintendo Switch et de 73/100 pour la version Xbox One, calculées respectivement sur quatre-vingt, dix-huit et treize critiques,,.